# Жіноча збірна Канади з хокею із шайбою
Жіноча збірна Канади з хокею із шайбою (англ. Canada women's national ice hockey team) — національна жіноча команда Канади з хокею із шайбою, що представляє країну на міжнародних змаганнях. Одна із домінуючих збірних у жіночому світовому хокеї. Управління збірною здійснюється асоціацією Хокей Канади. Хокеєм у країні займається понад вісімдесят тисяч жінок.
Ідея  та реалізація заснування збірної належить президенту Канадської аматорської асоціації з хокею Мюррею Костелло.

## Результати

### Виступи на чемпіонатах світу
- 1990 – Золоті медалі
- 1992 – Золоті медалі
- 1994 – Золоті медалі
- 1997 – Золоті медалі
- 1999 – Золоті медалі
- 2000 – Золоті медалі
- 2001 – Золоті медалі
- 2004 – Золоті медалі
- 2005 – Срібні медалі
- 2007 – Золоті медалі
- 2008 – Срібні медалі
- 2009 – Срібні медалі
- 2011 – Срібні медалі
- 2012 – Золоті медалі
- 2013 – Срібні медалі
- 2015 – Срібні медалі
- 2016 – Срібні медалі
- 2017 – Срібні медалі
- 2019 – Бронзові медалі
- 2021 – Золоті медалі
- 2022 – Золоті медалі
- 2023 – Срібні медалі
- 2024 – Золоті медалі
- 2025 – Срібні медалі

### Виступи на Олімпійських іграх
- 1998 – Срібні медалі
- 2002 – Золоті медалі
- 2006 – Золоті медалі
- 2010 – Золоті медалі
- 2014 – Золоті медалі
- 2018 – Срібні медалі
- 2022 – Золоті медалі

### Кубок 4 Націй
- 1996 – Золоті медалі
- 1997 – Срібні медалі
- 1998 – Золоті медалі
- 1999 – Золоті медалі
- 2000 – Золоті медалі
- 2001 – Золоті медалі
- 2002 – Золоті медалі
- 2003 – Срібні медалі
- 2004 – Золоті медалі
- 2005 – Золоті медалі
- 2006 – Золоті медалі
- 2007 – Золоті медалі
- 2008 – Срібні медалі
- 2009 – Золоті медалі
- 2010 – Золоті медалі
- 2011 – Срібні медалі
- 2012 – Срібні медалі
- 2013 – Золоті медалі

### Тихоокеанський кубок
- 1995 – Золоті медалі
- 1996 – Золоті медалі